# 매킨토시 오피스
매킨토시 오피스(Macintosh Office)는 매킨토시 컴퓨터, LAN(근거리 통신망) 시스템, 파일 서버, 네트워크 레이저 프린터로 구성된 사무실 전체의 컴퓨팅 환경을 설계하려는 애플 컴퓨터의 노력의 산물이었다. 애플은 1985년 1월에 레밍즈라는 제목의 62초 슈퍼볼 광고와 함께 매킨토시 오피스를 발표했다. 결국 파일 서버는 출시되지 않고 오피스 프로젝트는 취소된다. 그러나 애플토크 네트워킹 시스템과 레이저라이터 프린터는 탁상출판 혁명을 시작하는 데 큰 성공을 거두었다.